# Agelanthus platyphyllus
Agelanthus platyphyllus är en tvåhjärtbladig växtart som först beskrevs av Ferdinand von Hochstetter och Achille Richard, och fick sitt nu gällande namn av Simone Balle. Agelanthus platyphyllus ingår i släktet Agelanthus och familjen Loranthaceae. Inga underarter finns listade i Catalogue of Life.